# Mezőberény
Mezőberény (en alemán: Maisbrünn; en eslovaco: Poľný Berinčok) es una ciudad del condado de Békés, Hungría.

## Ubicación
Mezőberény se encuentra en la Gran Llanura Húngara, 200 km al sureste de Budapest. Se puede llegar a través de las autopistas 46, 47 y Budapest-Szolnok-Békéscsaba-Lökösháza. La línea ferroviaria de alta velocidad también cruza la ciudad.

## Historia
El pueblo medieval de Berény quedó en ruinas debido a las guerras otomanas, y la población húngara nativa huyó de la zona. Fue reconstruido en el siglo XVIII con colonos alemanes, húngaros y eslovacos, y fue una ciudad multiétnica hasta finales del siglo XIX, cuando alemanes y eslovacos adoptaron el húngaro. En 1881, la ciudad tenía una población de 11 368 habitantes, de los cuales 4 267 eran eslovacos, 3 860 húngaros, 2 614 alemanes y 627 de otras etnias.

## Personas notables
- Soma Orlai Petrich (1822-1880), pintora

## Ciudades hermanadas
Mezőberény está hermanada con:
- Čantavir, Serbia
- Gronau, Alemania
- Kolárovo, Eslovaquia
- Münsingen, Alemania
- Sovata, Rumanía